# Charmes (Alto Marne)
Charmes é uma comuna francesa na região administrativa de Grande Leste, no departamento de Haute-Marne. Estende-se por uma área de 6,04 km². Em 2010 a comuna tinha 150 habitantes (densidade: 24,8 hab./km²).